# 다마가와조스이 차량기지
다마가와조스이 차량기지(일본어: 玉川上水車両基地, たまがわじょうすいしゃりょうきち)는 일본 도쿄도 히가시야마토시에 위치한 세이부 철도 소속의 전동차 차량기지로, 다마가와조스이 역 부근에 위치한다. 가미샤쿠지이 차량기지에서 행해졌던 월간 검수와 일부 열차 검수 및 수리와 관련된 업무를 이관하려는 목적으로 건립되었다. 평일 아침 출근 시간에는 하이지마 및 세이부 유원지에서 출발하는 열차의 결합을 위해 이곳 소속의 직원들을 하기야마로 파견하고 있다.
2009년 현재 지하철 후쿠토신 선과의 직결 운행을 위한 6000계 열차 개조 작업이 이 곳에서 진행되고 있으며, 2010년에 완료하는 것을 목표로 하고 있다.

## 같이 보기
- 세이부 철도 하이지마 선